# Xã Chester, Quận Lake, South Dakota
Xã Chester (tiếng Anh: Chester Township) là một xã thuộc quận Lake, tiểu bang Nam Dakota, Hoa Kỳ. Năm 2010, dân số của xã này là 709 người.